# Felipe de Urriés y Urriés
Felipe de Urriés y Urriés (Jaca 1515 - Barbastro 19 de junio de 1585), también conocido como fray Felipe de Urriés y Urriés fue un eclesiástico dominico. Fue el primero en ostentar el Obispado de Barbastro tras su restauración en 1571.

## Biografía
Nació en Jaca el año 1515, hijo de Juan de Urriés, Barón de la Peña, y de Diana de Urriés, hija del Señor de Ayerbe. A los 16 años marchó a Castilla y tomó el hábito dominicano en el convento de Oviedo. Estudió Filosofía en Toro y Teología en Salamanca, disciplina que enseñó durante veinte años en el colegio de los Predicadores de Valladolid. Siendo prior del convento de Santo Tomás de Ávila, testificó de cargo en el proceso inquisitorial contra el arzobispo Carranza. También asistió al Concilio de Trento como procurador del obispo de Urgel. 
Escribió un Breve contra la usura criticando especialmente a los acumuladores y revendedores de trigo; fue publicado en Lérida y dio motivo al fuero que se hizo después en las Cortes de Monzón. A la muerte de Fernando de Valdés, arzobispo de Sevilla, Inquisidor General y presidente del Consejo Real de Castilla, sus albaceas encomendaron a Urriés la distribución de 30.000 ducados que el prelado había dejado para limosnas. Su nombramiento como obispo de Barbastro se hizo público el 9 de febrero de 1573 recibiendo la consagración episcopal en la iglesia de los Padres Dominicos de Zaragoza; Don Martín Cleriguet de Cancer tomó posesión del obispado en su nombre el día 9 de junio y el propio Urriés hizo su entrada solemne el 14 de agosto ese mismo año; dicen las crónicas que pocas veces un obispo ha sido recibido con tanto alborozo popular.
Después de visitar la diócesis realizó un “Lucero” con datos de toda ella para su gobierno y el de sus sucesores. Celebró sínodo el 17 de abril de 1575 para la aplicación del Concilio de Trento y las actas fueron publicadas ese mismo año.
En 1576 visitó la basílica de Nuestra Señora del Pilar por comisión pontificia y regia.
Durante su pontificado tuvo algunos pleitos con el Cabildo Catedral en defensa de la jurisdicción y derechos episcopales, llegándose a una concordia respecto a la provisión de dignidades y canonjías vacantes, acordando darles alternativamente una el obispo y otra el cabildo, debiendo intervenir ambos en la colación de las mismas, todo lo cual lo refrendó Sixto V en una bula emitida en 1585.
De él, dice el historiador López Novoa que conservó siempre el hábito y las costumbres de su Orden y en algunas ocasiones su caridad con los poblres le obligó a empeñar sus alhajas de plata para socorrerlos.
Murió en su palació de Barbastro el 18 de junio de 1585 a los 72 años de edad. Su cuerpo se halla sepultado en el presbiterio de la Catedral, si bien la lápida fue trasladada al atrio oriental durante las reformas de la década de 1950; en ella se representa su figura y escudos acompañados de la siguiente inscripción “D.D. Philippus Urries, primus episcopus barbastrensis, aetatis LXXII ann obiit MDLXXXV junii”
| Predecesor: - (Restauración de la sede) | Obispo de Barbastro 1573-1586 | Sucesor: Miguel Cercito |